# لورلين هانتر
لورلين هانتر (1 ديسمبر 1919 – 11 مارس 1983) كانت مغنية أمريكية.

## النشأة
ولدت هانتر في مدينة كلاركسديل بولاية ميسيسيبي، وانتقلت إلى شيكاغو عندما كان عمرها شهرين ثم التحقت هناك بمدرسة إنجليوود الثانوية في شيكاغو.

## الحياة العملية
جاء أول أداء غنائي مدفوع الأجر لهانتر عندما ظهرت مع ريد سوندرز وأوركسترا في نادي ديليزا وهو مكان للغناء في شيكاغو. وقعت معها شركة (ديسكفري ريكوردز) المتخصصة في التسجيلات عام 1950، والتي تتخذ من الولايات المتحدة مقرًا لها، ومعروفة بموسيقى الجاز.
أصبحت هانتر في عام 1951 مؤديةً مميزة مع السير جورج ألبرت شيرينج وخُماسيته في بيردلاند في مدينة نيويورك، وكانت من بين مجموعة "نجوم الجاز الشباب الصاعدين" في وقت لاحق من ذلك العام.
بدأت هانتر في عام 1960 التسجيل لصالح شركة أتلانتيك، مع "Blue & Sentimental" كأول ألبوم لها مع هذه العلامة التجارية، وبعد مرور ثلاث سنوات أصبحت أول فنانة أمريكية من أصل أفريقي تُعين بواسطة راديو (WBBM) في شيكاغو، وذلك بعد اختبار ناجح على الهواء، ثم أصبحت عضوًا في فريق عمل برنامج Music Wagon Show المباشر.

## الحياة الشخصية
تزوجت هانتر في 7 ديسمبر 1952، من بائع الأحذية تشارلز تايلور. وتزوجت مرة أخرى مديرها جريج تيشلر.